# Liste de statues équestres de France
Cet article recense les statues équestres en France

## Liste

### Auvergne-Rhône-Alpes
| Œuvre                                              | Auteur                                                    | Département | Commune          | Localisation             | Notes | Installation | Coordonnées                      | Illustration                                       |
| -------------------------------------------------- | --------------------------------------------------------- | ----------- | ---------------- | ------------------------ | ----- | ------------ | -------------------------------- | -------------------------------------------------- |
| Jeanne d'Arc pleurant à la vue d'un Anglais blessé | Marie d'Orléans                                           | Isère       | Grenoble         | Musée de Grenoble        |       | 1834         | à géolocaliser                   | Jeanne d'Arc pleurant à la vue d'un Anglais blessé |
| Philis de La Charce                                | Daniel Campagne                                           | Isère       | Grenoble         | Jardin des Dauphins      |       |              | 45° 11′ 38″ nord, 5° 43′ 12″ est | Statue équestre de Philis de La Charce             |
| Napoléon                                           | Emmanuel Frémiet                                          | Isère       | Laffrey          | Prairie de la Rencontre  |       | 1868         | 45° 01′ 06″ nord, 5° 46′ 34″ est | Statue équestre de Napoléon (Laffrey)              |
| Chevalier Bayard                                   |                                                           | Isère       | Pontcharra       |                          |       | 1993         | 45° 26′ 00″ nord, 6° 01′ 26″ est | Statue équestre du chevalier Bayard                |
| Jeanne d'Arc                                       | Emmanuel Frémiet                                          | Loire       | Saint-Étienne    |                          |       | 1916         | 45° 26′ 11″ nord, 4° 23′ 07″ est | Statue équestre de Jeanne d'Arc (Saint-Étienne)    |
| Vercingétorix                                      | Auguste Bartholdi                                         | Puy-de-Dôme | Clermont-Ferrand | Place de Jaude           |       | 1903         | 45° 46′ 38″ nord, 3° 04′ 55″ est | Statue équestre de Vercingétorix                   |
| Jeanne d'Arc                                       | Jean-Louis Chorel                                         | Rhône       | Lyon             | Place Puvis-de-Chavannes |       | 1928         | 45° 46′ 17″ nord, 4° 50′ 38″ est | Statue équestre de Jeanne d'Arc (Lyon)             |
| Louis XIV                                          | François-Frédéric Lemot Guillaume Coustou Nicolas Coustou | Rhône       | Lyon             | Place Bellecour          |       | 1825         | 45° 45′ 28″ nord, 4° 49′ 56″ est | Statue équestre de Louis XIV (Lyon)                |

### Bourgogne-Franche-Comté
| Œuvre                  | Auteur                           | Département    | Commune            | Localisation           | Notes                           | Installation | Coordonnées                      | Illustration                                         |
| ---------------------- | -------------------------------- | -------------- | ------------------ | ---------------------- | ------------------------------- | ------------ | -------------------------------- | ---------------------------------------------------- |
| Jeanne d'Arc           | Mathurin Moreau Pierre Le Nordez | Côte-d'Or      | Alise-Sainte-Reine |                        |                                 | 1901         | 47° 32′ 15″ nord, 4° 29′ 35″ est | Statue équestre de Jeanne d'Arc (Alise-Sainte-Reine) |
| Louis XIV              | Étienne Le Hongre                | Côte-d'Or      | Dijon              | Place de la Libération | Statue détruite le 12 août 1792 | 1690         | à géolocaliser                   | Image manquante                                      |
| Monument de la Défense |                                  | Saône-et-Loire | Chalon-sur-Saône   |                        |                                 | 1907         | 46° 47′ 00″ nord, 4° 50′ 54″ est | Image manquante                                      |

### Bretagne
| Œuvre                | Auteur            | Département     | Commune  | Localisation               | Notes | Installation | Coordonnées                        | Illustration                                    |
| -------------------- | ----------------- | --------------- | -------- | -------------------------- | ----- | ------------ | ---------------------------------- | ----------------------------------------------- |
| Bertrand du Guesclin | Emmanuel Frémiet  | Côtes-d'Armor   | Dinan    |                            |       | 1902         | 48° 27′ 08″ nord, 2° 02′ 39″ ouest | Statue équestre de Bertrand du Guesclin (Dinan) |
| Morvarc'h Argol      | Patrig Ar Goarnig | Finistère       | Argol    | Devant l'enclos paroissial |       | 1990         | 48° 14′ 34″ nord, 4° 17′ 20″ ouest | Morvarc'h Argol                                 |
| Gradlon              |                   | Finistère       | Quimper  | Cathédrale Saint-Corentin  |       |              | 47° 59′ 45″ nord, 4° 06′ 10″ ouest | Statue équestre de Gradlon                      |
| Général Lariboisière | Georges Récipon   | Ille-et-Vilaine | Fougères |                            |       | 1893         | 48° 21′ 09″ nord, 1° 12′ 10″ ouest | Statue équestre du général de Lariboisière      |
| Arthur III           | Arthur Le Duc     | Morbihan        | Vannes   |                            |       | 1903         | 47° 39′ 30″ nord, 2° 45′ 37″ ouest | Statue équestre d'Arthur III de Bretagne        |

### Centre-Val de Loire
| Œuvre        | Auteur                | Département    | Commune | Localisation        | Notes                  | Installation | Coordonnées                      | Illustration                              |
| ------------ | --------------------- | -------------- | ------- | ------------------- | ---------------------- | ------------ | -------------------------------- | ----------------------------------------- |
| Jeanne d'Arc | Jules Roulleau        | Indre-et-Loire | Chinon  |                     |                        | 1893         | 47° 09′ 55″ nord, 0° 14′ 45″ est | Statue équestre de Jeanne d'Arc (Chinon)  |
| Jeanne d'Arc | Armand Le Véel        | Loiret         | Orléans | Palais épiscopal    | Statue enlevée en 1940 | 1899         | à géolocaliser                   | Statue équestre de Jeanne d'Arc (Orléans) |
| Jeanne d'Arc | Denis Foyatier        | Loiret         | Orléans |                     |                        | 1885         | 47° 54′ 09″ nord, 1° 54′ 14″ est | Statue équestre de Jeanne d'Arc (Orléans) |
| Jeanne d'Arc | Anna Hyatt Huntington | Loir-et-Cher   | Blois   | Jardins de l'Évêché |                        | 1921         | 47° 35′ 21″ nord, 1° 20′ 18″ est | Statue équestre de Jeanne d'Arc (Blois)   |
| Louis XII    | Charles Émile Seurre  | Loir-et-Cher   | Blois   | Château de Blois    |                        | 1858         | 47° 35′ 09″ nord, 1° 19′ 53″ est | Statue équestre de Louis XII              |

### Corse
| Œuvre                                   | Auteur | Département  | Commune  | Localisation        | Notes | Installation | Coordonnées                      | Illustration                      |
| --------------------------------------- | --- | ------------ | -------- | ------------------- | ----- | ------------ | -------------------------------- | --------------------------------- |
| Napoléon et ses frères                  | Eugène Viollet-le-Duc Antoine-Louis Barye Aimé Millet Gabriel-Jules Thomas Jean Petit Vital Gabriel Dubray Jacques-Léonard Maillet | Corse-du-Sud | Ajaccio  |                     |       | 1864         | 41° 55′ 03″ nord, 8° 44′ 10″ est | Monument à Napoléon et ses frères |
| Statue équestre de Vincentello d'Istria | Cesare Rabiti | Haute-Corse  | Biguglia | Rond-point de Ceppe |       | 2009         | 42° 37′ 44″ nord, 9° 26′ 15″ est | Image manquante                   |

### Grand-Est
| Œuvre                             | Auteur                           | Département        | Commune                   | Localisation                       | Notes                                                                                  | Installation | Coordonnées                      | Illustration                                                |
| --------------------------------- | -------------------------------- | ------------------ | ------------------------- | ---------------------------------- | -------------------------------------------------------------------------------------- | ------------ | -------------------------------- | ----------------------------------------------------------- |
| Jeanne d'Arc                      | Paul Dubois                      | Aube               | Nogent-sur-Seine          | Musée Paul Dubois - Alfred Boucher | Modèle en plâtre de la statue                                                          |              | à géolocaliser                   | Image manquante                                             |
| Monument aux morts                |                                  | Bas-Rhin           | Bischoffsheim             |                                    |                                                                                        |              | 48° 29′ 14″ nord, 7° 29′ 16″ est | Monument aux morts (Bischoffsheim)                          |
| Monument aux morts (Jeanne d'Arc) | Alois Ruscher                    | Bas-Rhin           | Marlenheim                |                                    |                                                                                        | 1948         | 48° 37′ 19″ nord, 7° 29′ 26″ est | Monument aux morts (Marlenheim)                             |
| Jeanne d'Arc                      |                                  | Bas-Rhin           | Plaine                    |                                    |                                                                                        | 1923         | 48° 24′ 43″ nord, 7° 08′ 50″ est | Statue équestre de Jeanne d'Arc (Plaine)                    |
| Jeanne d'Arc                      | Paul Dubois                      | Bas-Rhin           | Strasbourg                | Église Saint-Maurice               |                                                                                        | 1922         | 48° 35′ 04″ nord, 7° 46′ 13″ est | Statue équestre de Jeanne d'Arc (Strasbourg)                |
| Monument aux morts                |                                  | Haut-Rhin          | Illfurth                  |                                    |                                                                                        |              | à géolocaliser                   | Image manquante                                             |
| Piqueur à cheval                  | Pierre Le Nordez                 | Marne              | Épernay                   |                                    |                                                                                        |              | 49° 02′ 35″ nord, 3° 57′ 41″ est | Piqueur à cheval                                            |
| Jeanne d'Arc                      | Paul Dubois                      | Marne              | Reims                     | Place du Cardinal-Luçon            |                                                                                        | 1896         | 49° 15′ 13″ nord, 4° 01′ 56″ est | Statue équestre de Jeanne d'Arc (Reims)                     |
| Général Lasalle                   | Charles Cordier                  | Meurthe-et-Moselle | Lunéville                 | Château de Lunéville               |                                                                                        | 1893         | 48° 35′ 41″ nord, 6° 29′ 27″ est | Statue équestre du général Lasalle                          |
| Antoine de Lorraine               | Giorné Viard                     | Meurthe-et-Moselle | Nancy                     | Palais des ducs de Lorraine        | Placée au-dessus de la porte du palais                                                 | 1883         | 48° 41′ 48″ nord, 6° 10′ 48″ est | Statue équestre d'Antoine de Lorraine                       |
| Jeanne d'Arc                      | Emmanuel Frémiet                 | Meurthe-et-Moselle | Nancy                     |                                    |                                                                                        | 1889         | 48° 41′ 39″ nord, 6° 10′ 49″ est | Statue équestre de Jeanne d'Arc (Nancy)                     |
| René II                           | Mathias Schiff                   | Meurthe-et-Moselle | Nancy                     | Place Saint-Epvre                  | Daubrée fondeur. La maquette originale est conservée au musée des Beaux-arts de Nancy. | 1883         | 48° 41′ 46″ nord, 6° 10′ 45″ est | Statue équestre de René II                                  |
| Monument aux morts                | Henri Bouchard                   | Meuse              | Thierville-sur-Meuse      |                                    |                                                                                        | 1925         | 49° 09′ 55″ nord, 5° 21′ 32″ est | Image manquante                                             |
| Jeanne d'Arc                      | Georges Halbout du Tanney        | Meuse              | Vaucouleurs               | Place Achille-François             |                                                                                        | 1966         | 48° 36′ 06″ nord, 5° 39′ 57″ est | Statue équestre de Jeanne d'Arc (Vaucouleurs (Meuse)        |
| Jeanne d'Arc                      | Mathurin Moreau Pierre Le Nordez | Moselle            | Gandrange                 |                                    |                                                                                        | 1936         | 49° 16′ 06″ nord, 6° 07′ 35″ est | Statue équestre de Jeanne d'Arc (Gandrange)                 |
| Lafayette                         | Claude Goutin                    | Moselle            | Metz                      | Jardin Boufflers                   |                                                                                        | 2004         | 49° 07′ 03″ nord, 6° 10′ 11″ est | Statue équestre de Lafayette (Metz)                         |
| Jeanne d'Arc                      | Emmanuel Frémiet                 | Vosges             | Mirecourt                 |                                    |                                                                                        | 1903         | 48° 18′ 13″ nord, 6° 08′ 03″ est | Image manquante                                             |
| Jeanne d'Arc                      | Mathurin Moreau Pierre Le Nordez | Vosges             | Saint-Maurice-sur-Moselle | Ballon d'Alsace                    |                                                                                        | 1909         | 47° 49′ 29″ nord, 6° 50′ 20″ est | Statue équestre de Jeanne d'Arc (Saint-Maurice-sur-Moselle) |

### Hauts-de-France
| Œuvre                   | Auteur                           | Département   | Commune          | Localisation                    | Notes | Installation | Coordonnées                      | Illustration                              |
| ----------------------- | -------------------------------- | ------------- | ---------------- | ------------------------------- | ----- | ------------ | -------------------------------- | ----------------------------------------- |
| Maréchal Foch           | Georges Malissard                | Nord          | Cassel           |                                 |       | 1928         | 50° 48′ 06″ nord, 2° 29′ 01″ est | Statue équestre du maréchal Foch (Cassel) |
| Faidherbe               | Antonin Mercié                   | Nord          | Lille            |                                 |       | 1896         | 50° 37′ 55″ nord, 3° 03′ 44″ est | Statue de Faidherbe                       |
| Jeanne d'Arc            | Emmanuel Frémiet                 | Nord          | Lille            |                                 |       | 1912         | 50° 37′ 34″ nord, 3° 03′ 54″ est | Statue équestre de Jeanne d'Arc (Lille)   |
| Maréchal Foch           | Edgar Boutry                     | Nord          | Lille            |                                 |       | 1936         | 50° 38′ 09″ nord, 3° 03′ 24″ est | Statue équestre du maréchal Foch (Lille)  |
| Monument de la Victoire | Édouard Monestès Lucien Brasseur | Nord          | Tourcoing        | Place de la Victoire            |       | 1931         | 50° 43′ 03″ nord, 3° 09′ 30″ est | Monument de la Victoire (Tourcoing)       |
| Anne de Montmorency     | Paul Dubois                      | Oise          | Chantilly        | Château de Chantilly            |       | 1886         | 49° 11′ 37″ nord, 2° 29′ 11″ est | Statue équestre d'Anne de Montmorency     |
| Duc d'Aumale            | Jean-Léon Gérôme                 | Oise          | Chantilly        |                                 |       | 1899         | 49° 11′ 38″ nord, 2° 28′ 38″ est | Statue équestre du duc d'Aumale           |
| Jeanne d'Arc            | Emmanuel Frémiet                 | Oise          | Compiègne        |                                 |       | 1960         | 49° 25′ 15″ nord, 2° 49′ 21″ est | Image manquante                           |
| Louis d'Orléans         | Emmanuel Frémiet                 | Oise          | Pierrefonds      | Château de Pierrefonds          |       | 1869         | 49° 20′ 49″ nord, 2° 58′ 49″ est | Statue équestre de Louis d'Orléans        |
| Monument aux Spahis     | Paul Landowski                   | Oise          | Senlis           | Place du 3e-Houzards            |       | 1924         | 49° 12′ 17″ nord, 2° 35′ 28″ est | Image manquante                           |
| Général San Martín      | Henri Allouard                   | Pas-de-Calais | Boulogne-sur-Mer |                                 |       | 1909         | 50° 43′ 56″ nord, 1° 35′ 42″ est | Statue équestre du général San Martín     |
| Maréchal Foch           | Alphonse Wallart                 | Pas-de-Calais | La Couture       | Village des Verdures, Le Touret |       |              | 50° 33′ 44″ nord, 2° 42′ 28″ est | Image manquante                           |
| Maréchal Haig           | Paul Landowski                   | Pas-de-Calais | Montreuil        | Place du Général de Gaulle      |       | 1931         | 50° 27′ 41″ nord, 1° 45′ 38″ est | Statue équestre du maréchal Haig          |

### Île-de-France
| Œuvre                                             | Auteur                                 | Département    | Commune                                   | Localisation                              | Notes | Installation                              | Coordonnées                               | Illustration                                                                                         |
| ------------------------------------------------- | -------------------------------------- | -------------- | ----------------------------------------- | ----------------------------------------- | --- | ----------------------------------------- | ----------------------------------------- | --- |
| Don Quichotte                                     | Alex Garcia                            | Essonne        | Villebon-sur-Yvette                       |                                           | |                                           | 48° 41′ 51″ nord, 2° 13′ 59″ est          | Don Quichotte (Alex Garcia)                                                                          |
| Duc d'Orléans                                     | Carlo Marochetti                       | Hauts-de-Seine | Neuilly-sur-Seine                         |                                           | | 1844                                      | 48° 53′ 23″ nord, 2° 16′ 35″ est          | Statue équestre du duc d'Orléans                                                                     |
|                                                   |                                        | Paris          | Voir Liste des statues équestres de Paris | Voir Liste des statues équestres de Paris | Voir Liste des statues équestres de Paris | Voir Liste des statues équestres de Paris | Voir Liste des statues équestres de Paris | |
| Un homme et son fils à cheval                     | Frédéric Jager                         | Seine-et-Marne | Melun                                     | Avenue Georges-Pompidou                   | | 2014                                      | 48° 33′ 08″ nord, 2° 38′ 57″ est          | Image manquante                                                                                      |
| Napoléon                                          | Charles-Pierre-Victor Pajol            | Seine-et-Marne | Montereau-Fault-Yonne                     |                                           | | 1867                                      | 48° 23′ 18″ nord, 2° 57′ 34″ est          | Statue équestre de Napoléon (Montereau-Fault-Yonne)                                                  |
| Monument aux morts de la Première Guerre mondiale | Albert Parenty Émile Pinchon           | Val-de-Marne   | Choisy-le-Roi                             | Parc de la Mairie                         | | 1928                                      | 48° 45′ 48″ nord, 2° 24′ 37″ est          | Monument aux morts de la Première Guerre mondiale (Choisy-le-Roi)                                    |
| Louis XIV                                         | Pierre Cartellier Louis Petitot        | Yvelines       | Versailles                                | Place d'Armes                             | |                                           | 48° 48′ 12″ nord, 2° 07′ 34″ est          | Statue équestre de Louis XIV (Versailles)                                                            |
| Louis XIV sous les traits de Marcus Curtius       | Gian Lorenzo Bernini François Girardon | Yvelines       | Versailles                                | Orangerie du château de Versailles        | | 1677                                      | 48° 48′ 11″ nord, 2° 07′ 11″ est          | Statue équestre de Louis XIV sous les traits de Marcus Curtius                                       |
| Louis XIV sous les traits de Marcus Curtius       | Gian Lorenzo Bernini François Girardon | Yvelines       | Versailles                                | Pièce d'eau des Suisses                   | Copie de la statue installée dans l'orangerie du château |                                           | 48° 47′ 38″ nord, 2° 06′ 48″ est          | Statue équestre de Louis XIV sous les traits de Marcus Curtius (Versailles, pièce d'eau des Suisses) |
| Monument Pershing - Lafayette                     | Paul Wayland Bartlett, Joachim Costa   | Yvelines       | Versailles                                | Avenue des États-Unis                     | Statues de John Pershing (Paul Wayland Bartlett) et La Fayette (Joachim Costa) en plâtre peint érigées en 1937 et déposées dès 1941. Les socles restent vides jusqu'en 2017, lors de l'inauguration de deux nouvelles statues en bronze. | 1937 / 2017                               | 48° 48′ 49″ nord, 2° 09′ 20″ est          | Monument Pershing - Lafayette                                                                        |

### Normandie
| Œuvre                                                               | Auteur                           | Département    | Commune               | Localisation                                                         | Notes                                                      | Installation | Coordonnées                        | Illustration                                    |
| ------------------------------------------------------------------- | -------------------------------- | -------------- | --------------------- | -------------------------------------------------------------------- | ---------------------------------------------------------- | ------------ | ---------------------------------- | ----------------------------------------------- |
| Bertrand du Guesclin                                                | Arthur Le Duc                    | Calvados       | Caen                  | Place Saint-Martin                                                   |                                                            | 1914         | 49° 11′ 02″ nord, 0° 22′ 12″ ouest | Statue équestre de Bertrand du Guesclin (Caen)  |
| Jeanne d'Arc                                                        | Joseph Ebstein                   | Calvados       | Caen                  | Place de la Résistance                                               |                                                            | 1964         | 49° 10′ 51″ nord, 0° 21′ 20″ ouest | Statue équestre de Jeanne d'Arc (Caen)          |
| Statues équestres de Guillaume le Conquérant et Mathilde de Flandre | Claude Quiesse                   | Calvados       | Caen                  | Rue Montoir-Poissonnerie (entre l'église Saint-Pierre et le château) | Représente Guillaume le Conquérant et Mathilde de Flandre. | 2022         | 49° 11′ 04″ nord, 0° 21′ 40″ ouest | Guillaume le Conquérant et Mathilde de Flandres |
| Guillaume le Conquérant                                             | Louis Rochet                     | Calvados       | Falaise               | Place Guillaume-le-Conquérant                                        |                                                            | 1851         | 48° 53′ 38″ nord, 0° 12′ 06″ ouest | Statue de Guillaume le Conquérant               |
| Napoléon                                                            | Armand Le Véel                   | Manche         | Cherbourg-en-Cotentin |                                                                      |                                                            | 1853         | 49° 38′ 35″ nord, 1° 37′ 27″ ouest | Monument à Napoléon (Cherbourg)                 |
| Jeanne d'Arc                                                        | Mathurin Moreau Pierre Le Nordez | Manche         | Montebourg            |                                                                      |                                                            | 1899         | 49° 29′ 20″ nord, 1° 23′ 07″ ouest | Statue équestre de Jeanne d'Arc (Montebourg)    |
| La Métamorphose de Neptune                                          | Emmanuel Frémiet                 | Orne           | Mortagne-au-Perche    | Jardin de l'hôtel de ville                                           | Inscrit MH (2006)                                          | 1878         | 48° 31′ 11″ nord, 0° 32′ 41″ est   | La Métamorphose de Neptune                      |
| Fontaine Saint-Martin                                               |                                  | Orne           | Rônai                 |                                                                      | La statue orne le sommet d'une fontaine                    |              | 48° 48′ 52″ nord, 0° 08′ 07″ ouest | Fontaine Saint-Martin                           |
| Statue équestre du duc d'Orléans                                    | Carlo Marochetti                 | Seine-Maritime | Eu                    | Château d'Eu                                                         |                                                            | 1845         | 50° 02′ 55″ nord, 1° 25′ 03″ est   | Statue équestre du duc d'Orléans                |
| Napoléon                                                            | Vital Gabriel Dubray             | Seine-Maritime | Rouen                 |                                                                      |                                                            | 1865         | 49° 26′ 36″ nord, 1° 05′ 56″ est   | Statue équestre de Napoléon (Rouen)             |

### Nouvelle-Aquitaine
| Œuvre                                   | Auteur                           | Département          | Commune                   | Localisation           | Notes | Installation | Coordonnées                        | Illustration                                       |
| --------------------------------------- | -------------------------------- | -------------------- | ------------------------- | ---------------------- | ----- | ------------ | ---------------------------------- | -------------------------------------------------- |
| François Ier                            | Antoine Étex                     | Charente             | Cognac                    |                        |       | 1864         | 45° 41′ 36″ nord, 0° 19′ 31″ ouest | Statue équestre de François Ier                    |
| Jeanne d'Arc                            | Mathurin Moreau Pierre Le Nordez | Deux-Sèvres          | La Chapelle-Saint-Laurent |                        |       | 1936         | 46° 44′ 43″ nord, 0° 28′ 39″ ouest | Image manquante                                    |
| Monument aux morts de la guerre de 1870 | Jean Georges Pierre Achard       | Gironde              | Bordeaux                  | Place de la République |       | 1913         | 44° 50′ 06″ nord, 0° 34′ 47″ ouest | Monument aux morts de la guerre de 1870 (Bordeaux) |
| Jeanne d'Arc                            | Jules Déchin                     | Gironde              | Bordeaux                  |                        |       | 1931         | 44° 50′ 56″ nord, 0° 34′ 31″ ouest | Statue équestre de Jeanne d'Arc (Bordeaux)         |
| Louis XIV                               |                                  | Pyrénées-Atlantiques | Saint-Jean-de-Luz         |                        |       | 1932         | 43° 23′ 15″ nord, 1° 39′ 51″ ouest | Statue équestre de Louis XIV (Saint-Jean-de-Luz)   |

### Occitanie
| Œuvre                            | Auteur                                                    | Département         | Commune        | Localisation        | Notes | Installation | Coordonnées                      | Illustration                               |
| -------------------------------- | --------------------------------------------------------- | ------------------- | -------------- | ------------------- | ----- | ------------ | -------------------------------- | ------------------------------------------ |
| Édouard de Curières de Castelnau | Louis Chavignier                                          | Aveyron             | Saint-Affrique |                     |       | 1960         | 43° 57′ 27″ nord, 2° 52′ 56″ est | Image manquante                            |
| Jeanne d'Arc                     | Antonin Mercié                                            | Haute-Garonne       | Toulouse       |                     |       |              | 43° 36′ 31″ nord, 1° 26′ 45″ est | Statue équestre de Jeanne d'Arc (Toulouse) |
| Maréchal Foch                    | Firmin Michelet                                           | Hautes-Pyrénées     | Tarbes         |                     |       | 1935         | 43° 13′ 43″ nord, 0° 04′ 23″ est | Statue équestre du maréchal Foch (Tarbes)  |
| Louis XIV                        | Auguste-Jean-Marie Carbonneaux Jean-Baptiste Joseph Debay | Hérault             | Montpellier    | Promenade du Peyrou |       | 1838         | 43° 36′ 41″ nord, 3° 52′ 15″ est | Statue équestre de Louis XIV (Montpellier) |
| Maréchal Joffre                  | Auguste Maillard                                          | Pyrénées-Orientales | Rivesaltes     |                     |       | 1931         | 42° 46′ 07″ nord, 2° 52′ 16″ est | Image manquante                            |
| Jeanne d'Arc                     | Emmanuel Frémiet                                          | Tarn                | Castres        | Jardin Frascaty     |       | 1914         | 43° 36′ 13″ nord, 2° 14′ 16″ est | Statue équestre de Jeanne d'Arc (Castres)  |

### Pays de la Loire
| Œuvre              | Auteur                           | Département      | Commune                 | Localisation              | Notes | Installation | Coordonnées                        | Illustration                                              |
| ------------------ | -------------------------------- | ---------------- | ----------------------- | ------------------------- | ----- | ------------ | ---------------------------------- | --------------------------------------------------------- |
| Jeanne d'Arc       | Charles-Auguste Lebourg          | Loire-Atlantique | Nantes                  | Place des Enfants-Nantais |       | 1906         | 47° 13′ 44″ nord, 1° 32′ 34″ ouest | Statue équestre de Jeanne d'Arc (Nantes)                  |
| Jeanne d'Arc       | Mathurin Moreau Pierre Le Nordez | Maine-et-Loire   | Saint-Germain-sur-Moine |                           |       |              | 47° 07′ 08″ nord, 1° 07′ 27″ ouest | Statue équestre de Jeanne d'Arc (Saint-Germain-sur-Moine) |
| Monument aux morts | Albert Tournaire Paul Roussel    | Maine-et-Loire   | Saumur                  |                           |       | 1923         | 47° 15′ 37″ nord, 0° 04′ 28″ ouest | Monument aux morts (Saumur)                               |
| Napoléon           | Émilien de Nieuwerkerke          | Vendée           | La Roche-sur-Yon        | Place Napoléon            |       | 1854         | 46° 40′ 14″ nord, 1° 25′ 36″ ouest | Statue équestre de Napoléon (La Roche-sur-Yon)            |

### Provence-Alpes-Côte d'Azur
| Œuvre           | Auteur                             | Département      | Commune  | Localisation               | Notes | Installation | Coordonnées                      | Illustration                               |
| --------------- | ---------------------------------- | ---------------- | -------- | -------------------------- | ----- | ------------ | -------------------------------- | ------------------------------------------ |
| Cyril Colombeau | Francis Colombeau Pierre Marchetti | Bouches-du-Rhône | Arles    | Rond-point Maurice-Étienne |       | 2012         | 43° 40′ 25″ nord, 4° 36′ 22″ est | Image manquante                            |
| Jeanne d'Arc    | Mathurin Moreau Pierre Le Nordez   | Bouches-du-Rhône | Rognonas |                            |       | 1899         | 43° 53′ 55″ nord, 4° 48′ 11″ est | Statue équestre de Jeanne d'Arc (Rognonas) |